# Pogorzałki (województwo mazowieckie)
Pogorzałki – wieś w Polsce położona w województwie mazowieckim, w powiecie żyrardowskim, w gminie Mszczonów. 
Jest to obszar niezaludniony. Główną częśc wsi (wzdłuż ulicy Wiejskiej i ulicy Pogorzałki) włączono 31 grudnia 1961 do Mszczonowa.
Wieś wchodzi w skład sołectwa Ciemno-Gnojna.
W latach 1975–1998 miejscowość należała administracyjnie do województwa skierniewickiego.